# 黑尾小沙丁魚
黑尾小沙丁魚，又稱黑尾小砂丁，俗名青鱗仔、鰮仔、沙丁魚、扁仔，為輻鰭魚綱鯡形目鯡科的其中一種。

## 分布
本魚分布於印度西太平洋區，包括東非、馬達加斯加、亞丁灣、模里西斯、馬爾地夫、斯里蘭卡、印度、印尼、越南、菲律賓、台灣、中國東海、南海、澳洲、新幾內亞、新喀里多尼亞、所羅門群島、密克羅尼西亞、馬紹爾群島、馬里亞納群島、帛琉、諾魯等海域。

## 深度
水深0~50公尺。

## 特徵
本魚尾鰭後端帶黑色。腹鰭鰭條有8枚；背鰭有軟條16~20枚；臀鰭有軟條16~21枚。體長可達12.2公分。

## 生態
本魚比較喜歡黑潮的環境，其喜好高水溫、高鹽分水質。喜歡成群巡游，以動物性浮游生物為食。

## 經濟利用
食用魚，可生食或曬成魚乾。